# 이추림
이추림(1933년 5월 23일~1997년 12월 27일)은 대한민국의 시인이다.

## 생애
전라북도 고창군에서 출생하였다. 서라벌예술대학 문예창작과를 졸업했고, 1955년에 장시 「태양을 화장(火葬)하고」가 『자유문학』에 추천되어 문학세계에 등장하였다. 1984년에는 한국문인협회 이사와 한국현대시인협회 이사로 활동하면서 부천시로 이주하여 한국문인협회 부천지부를 결성했다. 또한 문예지 『문예사조』에 관여하면서 부천시 지역의 많은 학생들을 양성시켜 시인으로 배출하였다. 1997년 12월 27일 세브란스병원에서 세상을 떠났다.

## 저술 및 작품

### 시집
- 『역사(歷史)에의 적의(敵意)』[인간사, 1962]
- 『탄피(彈皮) 속의 기(旗)』[삼일각, 1967]
- 『불의 조사』[창원사, 1984]
- 『부천일기(富川日記)』[월간문학사, 1985]
- 『인도시편』[사사연, 1987]
- 『불의 의자(椅子)』[명문당, 1989]
- 『꽃은 씨 안에 있습니다』[명문당, 1992]
- 『태양을 화장하고』[명문당, 1993]

### 유고집
- 『말 마음뿐의 마음이 말이다』[명문당, 1998]
- 『시와 함께 산다는 것』[명문당, 1998]

## 수상내역
- 1972년 제9회 한국문학상 수상
- 1990년 제1회 문예사조문학상 수상
- 1991년 제14회 한국현대시인상 수상